# Dapania grandifolia
Dapania grandifolia är en harsyreväxtart som beskrevs av Jan Frederik Veldkamp. Dapania grandifolia ingår i släktet Dapania och familjen harsyreväxter. Inga underarter finns listade i Catalogue of Life.